# Heinrich Löhmann
Heinrich Löhmann (* 1961) ist ein deutscher Politiker (parteilos, bis 2023 AfD). Er war von 2021 bis 2023 Mitglied der Bremischen Bürgerschaft.

## Ausbildung und Beruf
Nach seinem Realschulabschluss durchlief Löhmann eine Berufsausbildung zum Elektroinstallateur, wurde später Meister und dann Techniker. Er ist als Facility Manager bei der Robens GmbH in Stuhr tätig.

## Politik
Von 1998 bis 2015 gehörte Löhmann der CDU an, anschließend trat er der AfD bei. Nach der Beiratswahl in Bremen 2019 zog er in den Beirat des Stadtteils Hemelingen ein und hatte dort einen Sitz im Fachausschuss Bau, Klimaschutz und Mobilität. Am 28. Juli 2021 zog er als Nachrücker für den verstorbenen AfD-Abgeordneten Mark Runge in die Bremische Bürgerschaft ein. Dort war er als fraktionsloser Einzelabgeordneter Mitglied des Ausschusses für Bürgerbeteiligung, bürgerschaftliches Engagement und Beiräte. Bei der Bundestagswahl 2021 kandidierte er erfolglos auf Listenplatz 2 der AfD Bremen und im Bundestagswahlkreis Bremen I. Bei der Bürgerschaftswahl in Bremen 2023 erhielt er kein Mandat mehr und schied aus der Bürgerschaft aus.
Der Bundesschatzmeister der AfD hat Löhmann, der zuletzt Vorsitzender des Notvorstandes der AfD Bremen war, im August 2023 aus der Partei ausgeschlossen. Hintergrund sollen nicht gezahlte Mitgliedsbeiträge sein.